# Friedrich Wilhelm Ferdinand Vogel
Friedrich Wilhelm Ferdinand Vogel (Havelberg (Brandenburg) 9 de setembre de 1807 - Bergen, Noruega, 1892) fou un compositor i organista alemany.
Deixeble de Birnbach a Berlín, viatjà com a concertista per part d'Alemanya: de 1838 a 1841 es dedicà a l'ensenyança a Hamburg i el 1825 fou cridat a Bergen com a professor d'orgue i composició:

## Obres
- un Concert, per a orgue,
- 60 preludis, per a coral,
- 10 Postludis,
- Preludis i Fuges,
- Una Simfonia,
- Una Suite, canònica per a orquestra
- Marxes, cors, etc.